# Бортовая сеть
Бортова́я се́ть — сеть электропитания транспортного средства. Объединяет  источники и потребители электроэнергии.

## Бортовая сетьавтомобиля
Автомобили и мотоциклы традиционно имеют бортовую сеть постоянного тока.
Источники электроэнергии:  генератор и аккумуляторная батарея.
Потребители: аккумуляторная батарея (при подзарядке), обмотка возбуждения генератора, прочие потребители: система зажигания, фары, габаритные огни, аварийная сигнализация, вентиляторы, обогрев стёкол и сидений, автозвук и т.д.

Коммутационные, защитные и распределительные устройства: колодки предохранителей, коммутационные и силовые блоки, кнопки, выключатели, переключатели, реле.
Электропроводка. Выполнена из многожильных медных проводов различного сечения, с бензомаслостойкой пластиковой изоляцией. Собрана в жгуты и проложена по кузову. В современных автомобилях используются пластиковые хомуты и клипсы, а также изолента из ПВХ. В моторном отсеке жгуты проложены в гофрированных или литых пластиковых трубках. В некоторых случаях применяется боуденовая металлическая оболочка или металлические трубы. Вся автомобильная электропроводка различается цветом изоляции по принадлежности к конкретным цепям и устройствам. Цветовая маркировка приводится изготовителем на электромонтажных схемах, что упрощает техническое обслуживание и поиск неисправностей.
Разъёмы. Все жгуты, устройства и блоки на современных автомобилях соединяются между собой пластиковыми многоконтактными разъёмами различных типов, значительно реже используются болтовые и клеммные соединения.
Напряжение постоянного тока: 12 В и 24 В:
- 6 В — такое напряжение бортовой сети было у некоторых автомобилей, выпускавшихся до середины 20 века. В настоящее время бортовая сеть с таким напряжением (6 Вольт) используется только на мототехнике и то крайне редко.
- 12 В — в настоящее время на всех легковых автомобилях.
- 24 В — используются на тяжёлых грузовиках. На лёгких грузовиках может использоваться напряжение бортовой сети как на 12 вольт, так и на 24.

В некоторых автомобилях и тракторах стартер работает от сети 24 В (от двух аккумуляторов), а прочие потребители от сети 12 вольт.

### Бортовая сетьмотоцикла
Аналогична автомобильной; бывает напряжением: 6 В и 12 В постоянного тока. В некоторых мотоциклах и мопедах аккумулятор отсутствует.

## Бортовая сеть летательного аппарата
Основная статья - Бортовая система электроснабжения летательных аппаратов
Бортовая электрическая сеть (БЭС) летательного аппарата (ЛА) является частью его системы электроснабжения и включает в себя линии передачи электроэнергии, коммутационную и защитную аппаратуру и распределительные устройства. По исполнению БЭС ЛА представляет собой сложную, широко разветвленную систему электрических коммуникаций, выполненную с учётом многочисленных требований высокой надёжности и долговечности, с применением высококачественных материалов и изделий. Изготовление компонентов и монтаж бортовой сети при постройке нового летательного аппарата считается одной из самых сложных и дорогостоящих операций производства.
Сети в летательном аппарате делится на магистральные (питающие), распределительные и фидерные, постоянного и переменного токов. По способу передачи энергии - на однопроводные, двухпроводные и многопроводные - обычно к корпусу ЛА присоединяется «минус» сетей постоянного тока 27 вольт и «ноль» сетей переменного тока 115/208 вольт.

Клеммные колодки в отсеке самолёта, левая без крышки. Видна маркировка проводов

Жгуты электропроводки в отсеке самолёта, открытый монтаж

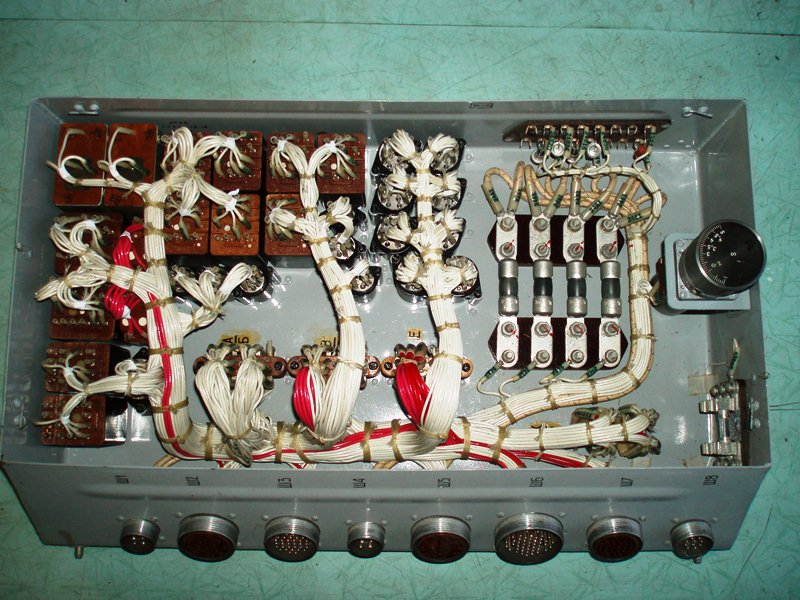
Одна из распределительных коробок самолёта со снятой крышкой

Как правило, применяются многожильные провода из медных или бронзовых скрученных проволочек, покрытых оловом, никелем или серебром. Ограниченно в сильноточных цепях применяют провода с жилами из алюминия (например, марки А-1). В качестве изоляции авиационных проводов применяют ПВХ пластикат, обмотку из плёнки фторопласта-4, оплётки из стекловолокна, полиамидные плёнки с фторопластовым покрытием, стеклополимиднофторопластовую оплётку из нитей, покрытых суспензией фторопласта-4 и так далее. Применяются провода сечением от 0,2 до 90 мм2 - типа БПВЛ, БПВЛА, БПДО, БПДОА, БИФ, БФС, ФТ, БИН, БСФО и др. Вся электропроводка собрана в жгуты, отбандажирована и жестко закреплена с применением отбортовочных хомутов, с целью исключения каких-либо посторонних перемещений. Обычно применяется открытый способ монтажа на силовых элементах каркаса планера, но в ряде случаев жгуты прокладываются в желобах, рукавах, резиновых шлангах (на стойках шасси), металлических трубах (на двигателях, внутри топливных баков). Также применяется обмотка собранных жгутов ПВХ или фторопластовой лентой,  стеклотканью, самослипающийся лентой ЛЭТСАР или асбестовой лентой. В простейшем случае жгуты просто обвязываются особым способом капроновым шнуром или вощёной нитью типа маккей.
В силовых распределительных устройствах вместо проводов широко применяются медные токоведущие шины. В ряде случаев применяется цветная маркировка проводки или жгутов по принадлежности к системам: синий - радиооборудование, красный - вооружение, белый (натуральный) - электрооборудование постоянного тока, жёлтый или оранжевый - электрооборудование переменного тока, зелёный - экспериментальные системы. Фазные питающие провода и шины имеют цветную маркировку: красный - фаза «А», жёлтый - фаза «В», синий - фаза «С», белый - нулевой провод. Также окрашиваются в красный цвет все болтовые подсоединения электропроводки «на массу» . Кроме этого, все без исключения провода и жгуты в обязательном порядке имеют нанесенную несмываемой краской буквенно-цифровую маркировку, состоящую из: порядкового номера чертежа фидерной схемы - буквенного знака, начиная с буквы «А» русского алфавита, цифрового кода, соответствующего порядковому номеру соответствующего фидера.
Вся бортовая сеть летательного аппарата состоит из большого числа участков, стыкуемых меж собой разнообразными соединителями и разъёмами: штепсельными разъёмами (ШР), клеммными и переходными колодками, силовыми вводами, индивидуальными разъёмами, глухими стыками. Наибольшее распространение получили штепсельные разъёмы серий ШР, 2РМ, 2РТ, 2РМДТ, СНЦ, 2РМД. Помимо соединений в БЭС, данные соединители получили самое широкое распространение в различной бортовой электронной аппаратуре. Все соединители имеют выгравированную цифро-буквенную маркировку.
Для защиты от электрических помех часть электропроводки выполнена экранированной, плетёнками или металлическими рукавами, иногда применяются скрутки типа витая пара (например, проводка к топливным датчикам). Также все без исключения съёмные и подвижные блоки, агрегаты и элементы конструкции имеют устройства металлизации (перемычки из экранирующей оплётки).
Распределительные устройства представляют собой алюминиевые или стеклопластиковые короба с легкосъёмными крышками, в которых расположена коммутационная аппаратура, клеммные колодки и предохранители.
К монтажу БЭС в процессе производства, так и к работам на БЭС в процессе эксплуатации предъявляются очень жёсткие требования. Нормируется буквально всё: применяемые материалы, детали и инструмент, порядок прокладки каждого провода, радиусы изгибов, степень провисания жгутов, расстояние жгута до конструкции планера, усилия затяжки клемм и ещё множество параметров и величин.
В случае повреждения в эксплуатации элементов бортовой сети ремонт выполняется по специально разработанным технологиям обученным и документально допущенным к таким работам персоналом. Скрутки проводов, изолента и скотч применяются только в исключительных случаях, например, при разовой перегонке аварийного воздушного судна с места вынужденной посадки к месту ремонта в т.н. особый период (то есть в условиях ведения боевых действий).

## Бортовая сеть бронетанковой техники
Однопроводная, на напряжение 27 вольт постоянного тока. Для питания сложной электроники в виде баллистических вычислителей, прицелов и др. подобных изделий применяется переменный ток с напряжением 36 вольт частотой 400 гц. В качестве источников электропитания часто применяется авиационный генератор на 28,5 вольт с аппаратурой регулирования и бортовые аккумуляторные батареи на 24 вольта. Ряд объектов бронетанковой техники, рассчитанный на длительную работу с оборудованных позиций, снабжается установкой автономного питания: небольшим газотурбинным двигателем или дизель-генератором, что позволяет поддерживать в рабочем состоянии системы объекта без запуска маршевого силового агрегата.